# Navio metaneiro

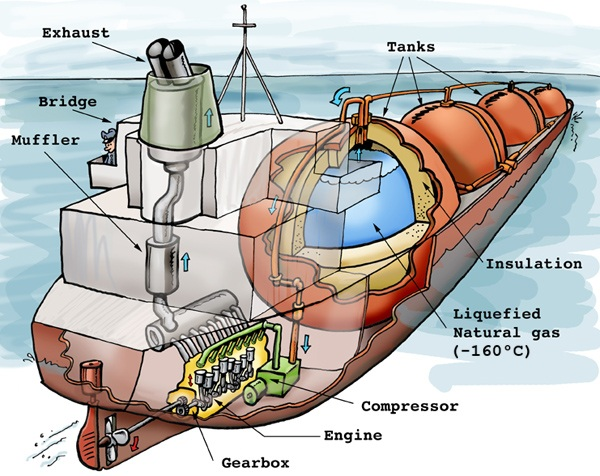
Esquema de um navio transportador de GNL.

Navio metaneiro ou navio transportador de GNL é um navio-tanque que realiza o transporte de gás natural liquefeito (GNL) das Unidades de Liquefação de Gás Natural até os pontos de Regaseificação de Gás Natural, localizados em terra, próximos aos pontos de distribuição de gás natural.

## História
O primeiro transportador de GNL Methane Pioneer (5.034 DWT), classificado pelo Bureau Veritas, deixou o rio Calcasieu na costa do Golfo da Louisiana em 25 de janeiro de 1959. Transportando a primeira carga oceânica de GNL do mundo, navegou para o Reino Unido, onde a carga foi entregue. A expansão subsequente desse comércio trouxe uma grande expansão da frota até hoje, onde navios gigantes de GNL transportando até 266.000 m3 (9.400.000 pés cúbicos) estão navegando em todo o mundo.
O sucesso do navio padrão do tipo C1-M-AV1 especialmente modificado Normarti, renomeado Methane Pioneer, fez com que o Gas Council e a Conch International Methane Ltd. encomendassem dois navios de transporte de GNL construídos especificamente para a construção: Methane Princess e Methane Progress. Os navios foram equipados com tanques de carga de alumínio independentes Conch e entraram no comércio argelino de GNL em 1964. Esses navios tinham uma capacidade de 27.000 metros cúbicos (950.000 pés cúbicos).
No final da década de 1960, surgiu a oportunidade de exportar GNL do Alasca para o Japão e, em 1969, iniciou-se o comércio com a TEPCO e a Tokyo Gas. Dois navios, Polar Alaska e Arctic Tokyo, cada um com capacidade de 71.500 metros cúbicos (2.520.000 pés cúbicos), foram construídos na Suécia. No início da década de 1970, o governo dos EUA encorajou os estaleiros dos EUA a construir porta-aviões de GNL, e um total de 16 navios de GNL foram construídos. O final dos anos 1970 e início dos anos 1980 trouxe a perspectiva de navios Arctic LNG com uma série de projetos em estudo.
Com o aumento da capacidade de carga para aproximadamente 143.000 metros cúbicos (5.000.000 pés cúbicos), novos projetos de tanques foram desenvolvidos, de Moss Rosenberg a Technigaz Mark III e Gaztransport No.96.
Nos últimos anos, o tamanho e a capacidade dos transportadores de GNL aumentaram muito. Desde 2005, a Qatargas foi pioneira no desenvolvimento de duas novas classes de transportadores de GNL, denominados Q-Flex e Q-Max. Cada navio tem uma capacidade de carga entre 210.000 e 266.000 metros cúbicos (7.400.000 e 9.400.000 pés cúbicos) e está equipado com uma planta de reliquefação.
Hoje vemos interesse por transportadores de bunker de GNL de pequena escala. Alguns precisam ficar abaixo dos botes salva-vidas de navios de cruzeiro e navios Ropax. Exemplos são o Damen LGC 3000 e o Seagas.

Em 2005, um total de 203 embarcações haviam sido construídas, das quais 193 ainda estavam em serviço. No final de 2016, a frota global de transporte de GNL era composta por 439 navios. Em 2017, estima-se que 170 embarcações estejam em uso a qualquer momento. No final de 2018, a frota global era de aproximadamente 550 navios.